# John Pople
John Anthony Pople, FRS, (Burnham-on-Sea, 31 oktober 1925 – Chicago, 15 maart 2004) was een Brits theoretisch chemicus en Nobelprijswinnaar. Hij won in 1998 de Nobelprijs voor Scheikunde voor zijn ontwikkeling van computationele methodes in de kwantumchemie. Hij moest de prijs delen met Walter Kohn, die de prijs voor een ander onderzoek kreeg.
Pople beschouwde zichzelf altijd meer een wiskundige dan een scheikundige, maar theoretische scheikundigen zien hem als een van de belangrijkste theoretisch scheikundigen ooit.

## Biografie

### Opleiding
Pople werd geboren in Burnham-on-Sea als zoon van Keith Pople en Mary Jones. Hij studeerde aan de Bristol Grammar School. Hij won in 1943 een studiebeurs voor Trinity College in Cambridge. In 1946 haalde hij hier zijn Bachelor. Tussen 1945 en 1947 werkte hij voor de Bristol Aeroplane Company. Daarna keerde hij terug naar de Universiteit van Cambridge, alwaar hij in 1951 een doctoraat kreeg in wiskunde.

### Carrière
Na zijn Ph.D. te hebben gehaald, werd Pople een onderzoeker aan het Trinity College. In 1954 werd hij een lecturer aan de wiskundefaculteit van Cambridge. In 1958 ging hij werken bij het National Physical Laboratory vlak bij Londen, als hoofd van een nieuwe natuurkundedivisie.
In 1964 verhuisde Pople naar de Verenigde Staten waar hij hoogleraar werd aan het Carnegie Instituut (het huidige Carnegie Mellon University) in Pittsburgh. In 1993 nam hij een baan aan de Northwestern-universiteit als hoofd van de Trustees Professor of Chemistry. Deze baan behield hij tot aan zijn dood.

### Belangrijke wetenschappelijke bijdragen
Pople’s bijdragen aan de wetenschap zijn onder te verdelen in vier gebieden, namelijk:
- Statische mechanica van water,
- Kernspinresonantie,
- Semi-emperische theorie
- Abrinitio Electronic Structure Theory.

Een van zijn eerste papers over de statistische thermodynamica van water bleef jarenlang een standaard naslagwerk. Dit was zijn topic voor zijn PH.D. aan de universiteit van Cambridge.
In de begindagen van kernspinresonantie bestudeerde Pople de onderliggende theorie, en hielp mee hier een boek over te schrijven.
Pople droeg sterk bij aan de theorie van moleculaire orbitaal-berekeningen, beginnend met een gelijk aan de berekening opgesteld door Rudolph Pariser en Robert G. Parr. Verder ontwikkelde hij methodes voor Complete Neglect of Differential Overlap (CNDO) (in 1965) en Intermediate Neglect of Differential Overlap (INDO) voor MO-berekeningen in driedimensionale moleculen. Hij schreef mee aan een boek over deze methodes.

### Nobelprijs
Reeds in de jaren vijftig ontwikkelde Pople wiskundige modellen om chemische processen in kaart te brengen. Dit resulteerde uiteindelijk in de ontwikkeling van het computerprogramma "Gaussian" waarmee – gebaseerd op de functionele kwantumwetten van Schrödinger – chemische reacties berekend konden worden. Voor dit werk verwierf Pople in 1998 de helft van de Nobelprijs. Daarnaast werd hij voor zijn werk onderscheiden met de Davy-medaille (1988), de Wolfprijs in de scheikunde (1992) en de Copley Medal (2002) van de Royal Society of Londen. In 2003 werd hij door koningin Elizabeth geridderd.

### Persoonlijk leven
In 1952 trouwde Pople met Joy Bowers. De twee bleven getrouwd tot aan Pople’s dood. Samen kregen ze een dochter, Hilary, en drie zonen, Adrian, Mark en Andrew.
Pople bleef sinds zijn verhuizing in 1964 de rest van zijn leven in de Verenigde Staten wonen, maar behield de Britse nationaliteit.
Pople stierf in 2004 aan de gevolgen van leverkanker.